# تورقوتلو
تورقوتلو (به ترکی استانبولی: Turgutlu) شهری است در کشور ترکیه که در استان مانیسا واقع شده‌است. جمعیت این شهر بر اساس سرشماری سال ۲۰۰۸ میلادی ۱۱۴٬۴۸۳ نفر و بر اساس برآوردهای سال ۲۰۰۹ میلادی ۱۱۷٬۸۰۰ نفر می‌باشد.
این شهر ۹۵ درصد از صادرات گوجه فرنگی ترکیه را تأمین می‌کند.